# Степанська Марина Григорівна
 Марина Григорівна Степанська (?, Київ) — українська режисерка та сценаристка.

## Життєпис
Народилася в Києві. У 2004 закінчила кінофакультет у Київський національний університет театру, кіно і телебачення імені Івана Карпенка-Карого. Працювала в Київському експериментальному театрі «Школа». З повнометражним документальним фільмом «Кінематографіст» брала участь у піврічній програмі Archidoc, проведеній французькою кіношколою La Femis для європейських документалістів.

## Фільмографія
Режисерка:
Повнометражні стрічки
- Стрімголов (2017)

Короткометражні/документальні стрічки
- Кінематографіст (2017, документальний фільм)
- Чоловіча робота (2015, короткометражка, примітка: російською мовою)
- Канікули (2013, короткометражка, примітка: російською мовою)
- Почути (2004, короткометражка, примітка: російською мовою)

## Нагороди
Короткометражний фільм «Чоловіча робота» (2015) став переможцем OIFF-2015 та отримав відзнаку "Molodist" KIFF-2015 за найкращий акторський ансамбль і роботу режисерки з актор(к)ами.